# Сюч, Лайош (1973)
Ла́йош Сюч (венг. Szűcs Lajos; родился 8 августа 1973, Будапешт) — венгерский футболист, вратарь, участник Олимпиады-1996. Известен тем, что пять раз забивал голы в своей игровой карьере.

## Карьера

### Клубная
Воспитанник клуба «Уйпешт», начал в нём свою футбольную карьеру. С 1994 по 1997 годы провёл 92 игры и даже забил гол за клуб, а также выиграл дважды чемпионат Венгрии (1995 и 1997). В 1998 году перешёл в немецкий «Кайзерслаутерн», в котором сыграл только три матча, однако всё же стал чемпионом Германии. В 1999 году вернулся в Венгрию, но на этот раз перешёл в стан злейшего врага «Уйпешта» — «Ференцварош» — и вызвал этим массовое возмущение фанатов «Уйпешта», признавших Сюча предателем. В 2000 году снова отправился в «Кайзерслаутерн», но проиграл борьбу за первый номер Уве Господареку и не провёл ни одной встречи, после чего вернулся в «Ференцварош». С 2006 года выступал в «Ломбарде», с которым вылетел во второй дивизион в сезоне 2005/06, но вернулся через три года в Сопрони-лигу.

### В сборной
В 1996 году Лайош Сюч получил первый номер в олимпийской сборной Венгрии по футболу: венгры на чемпионате Европы среди молодёжных команд уступили в 1/4 финала шотландцам, но поскольку на Олимпиаде выступала только сборная Великобритании, шотландцы туда не прошли, а Венгрию автоматически приняли в список участников олимпийского турнира в Атланте (также туда прошла и Португалия как лучшая из выбывших четвертьфиналистов). Сюч был заявлен под первым номером, однако не сыграл на турнире ни минуты — все три игры провёл вратарь под номером 18 Сабольч Шафар, пропустивший 7 мячей. Венгрия проиграла все три матча и выбыла из олимпийского турнира.
В следующий раз Лайош сыграл в сборной 27 марта 2002 против Молдавии в Кишинёве. В контрольной встрече с молдаванами Лайош вышел на 82-й минуте, сменив Габора Кирая, действующего вратаря сборной. Сюч отстоял свои ворота «на ноль» и особо не вступал в игру — голы Кристиана Кенешеи и Норберта Тота гарантировали победу «мадьярам». Позднее он вызывался несколько раз на отборочные матчи чемпионата Европы, но ни разу не сыграл в официальных встречах, а Венгрия на Евро-2004 так и не попала. 25 апреля 2004 Лайош снова встал в ворота сборной Венгрии в поединке с Японией и отыграл все 90 минут. Венгры вели по ходу встречи 2:0, но японцы сравняли счёт. Победу венграм принёс только Сабольч Хусти, забивший гол с пенальти на последних минутах игры. В третьей игре 2 февраля 2005 против Саудовской Аравии Сюч снова отыграл все 90 минут, а матч закончился нулевой ничьей. Больше Сюч не вызывался в сборную.